# Krawitan
Krawitan is een bestuurslaag in het regentschap Temanggung van de provincie Midden-Java, Indonesië. Krawitan telt 800 inwoners (volkstelling 2010).